# San Juan (Metro Manila)
San Juan (officiellt City of San Juan) är en stad på ön Luzon i Filippinerna. Den ligger i Metro Manila och har 117 680 invånare (folkräkning 1 maj 2000).
Staden är indelad i 21 smådistrikt, barangayer, varav samtliga är klassificerade som tätortsdistrikt.